# Miguel Fuentes
Miguel de Jesús Fuentes Razo (ur. 29 września 1971 w Guadalajarze) – meksykański piłkarz występujący na pozycji bramkarza, trener piłkarski, od 2025 roku prowadzi Atlante.

## Kariera klubowa
Fuentes pochodzi z miasta Guadalajara i jest wychowankiem akademii juniorskiej tamtejszego zespołu Club Atlas. Do treningów seniorskiej drużyny został włączony przez argentyńskiego szkoleniowca Mario Zanabrię i w meksykańskiej Primera División zadebiutował 16 sierpnia 1992 w wygranym 4:1 meczu z Pueblą i od razu został pierwszym bramkarzem ekipy. Funkcję tę pełnił przez kilka kolejnych miesięcy, lecz w styczniu 1994, niedługo po przyjściu do klubu nowego trenera Marcelo Bielsy, stracił miejsce między słupkami na rzecz utalentowanego Oswaldo Sáncheza. Po trzech latach spędzonych w Atlasie, podczas których nie odniósł żadnych sukcesów drużynowych, zdecydował się odejść do drugoligowego wówczas zespołu CF Pachuca, z którym jednak w sezonie 1995/1996 wywalczył awans do najwyższej klasy rozgrywkowej. Do drugiej ligi drużyna Pachuki, z Fuentesem w roli podstawowego golkipera, spadła już po roku. On sam pozostał jednak w pierwszej lidze, podpisując umowę z Club Celaya. Tam początkowo regularnie wybiegał na boiska w wyjściowej jedenastce, lecz miejsce w składzie stracił już po upływie sześciu miesięcy.
Wiosną 1999 Fuentes udał się na półroczne wypożyczenie do ekipy Club León, gdzie ponownie nie potrafił wygrać rywalizacji o miejsce w bramce, tym razem z byłym kolegą z kadry młodzieżowej, José Alberto Guadarramą. Mimo to po powrocie do Celayi został pierwszym golkiperem drużyny prowadzonej przez Rubéna Omara Romano i rolę tę pełnił przez następny rok, po czym ponownie trafił na ławkę. Wówczas podjął decyzję o odejściu do drugoligowego klubu Toros Neza z miasta Nezahualcóyotl, a po upływie kolejnych sześciu miesięcy przeszedł do innego zespołu z Primera División A – Tampico Madero FC. W połowie 2002 roku został ściągnięty przez byłego trenera z Celayi, Rubéna Omara Romano, do pierwszoligowego Monarcas Morelia, gdzie spędził trzy lata, odnosząc największe sukcesy w karierze – w jesiennym sezonie Apertura 2002 zdobył swoje jedyne mistrzostwo Meksyku, a w rozgrywkach Clausura 2003 zanotował tytuł wicemistrzowski. W latach 2002 i 2003 dochodził również z Morelią do finału najbardziej prestiżowych rozgrywek północnoamerykańskiego kontynentu, Ligi Mistrzów CONCACAF. Mimo to notował jedynie sporadyczne występy, pełniąc wyłącznie rolę alternatywy dla młodszego niemal o dekadę Moisésa Muñoza. Profesjonalną karierę zakończył w wieku 34 lat jako rezerwowy w Tiburones Rojos de Veracruz.

## Kariera reprezentacyjna
W 1991 roku Fuentes został powołany przez szkoleniowca Alfonso Portugala do reprezentacji Meksyku U-20 na Młodzieżowe Mistrzostwa Świata. Na portugalskich boiskach był podstawowym bramkarzem swojej drużyny, rozgrywając trzy z czterech spotkań, w których przepuścił cztery gole, zaś jego kadra narodowa odpadła ostatecznie ze światowego czempionatu w 1/8 finału. W 1992 roku znalazł się w ogłoszonym przez argentyńskiego trenera Cayetano Rodrígueza składzie reprezentacji Meksyku U-23 na Igrzyska Olimpijskie w Barcelonie, gdzie jednak nie wystąpił w żadnym meczu, pozostając jedynie alternatywą dla José Alberto Guadarramy, a jego ekipa po komplecie trzech remisów odpadła z męskiego turnieju piłkarskiego już w fazie grupowej.

## Kariera trenerska
Po zakończeniu kariery piłkarskiej Fuentes został trenerem. Pierwszą pracę w tym zawodzie podjął w 2006 roku w swoim macierzystym Club Atlas, znajdując zatrudnienie jako asystent szkoleniowca Rubéna Omara Romano, z którym kilkakrotnie współpracował już podczas swojej gry w piłkę. Po upływie niecałego półtora roku odszedł do trzecioligowego Club Celaya, gdzie przez pierwsze sześć miesięcy również pozostawał asystentem, zaś w styczniu 2009 został pierwszym trenerem zespołu. Po sezonie 2010/2011 awansował z Celayą do drugiej ligi meksykańskiej, gdzie prowadził drużynę jeszcze przez półtora roku, nie odnosząc większych osiągnięć. Na początku 2013 roku podpisał umowę z innym drugoligowcem, Tiburones Rojos de Veracruz, w którym występował również jako piłkarz. Tam spędził sześć miesięcy, a jego podopieczni zajęli czwarte miejsce w lidze i zakwalifikowali się do fazy play-off, z której odpadli już po ćwierćfinale.
W połowie 2013 roku ekipa Veracruz przeniosła się do miasta San Luis Potosí, tworząc nowy klub o nazwie Atlético San Luis. Fuentes został mianowany pierwszym szkoleniowcem tego drugoligowego zespołu, prowadząc go bez większych sukcesów przez kolejny rok.